# Pseudocnus leoninoides
Pseudocnus leoninoides är en sjögurkeart. Pseudocnus leoninoides ingår i släktet Pseudocnus och familjen korvsjögurkor. Inga underarter finns listade i Catalogue of Life.